# Internazionali di Tennis di San Marino 1992
Gli Internazionali di Tennis di San Marino 1992 sono stati un torneo di tennis giocato sulla terra rossa. È stata la 5ª edizione degli Internazionali di Tennis di San Marino, che fanno parte della categoria World Series nell'ambito dell'ATP Tour 1992 e della categoria Tier V nell'ambito del WTA Tour 1992. Si sono giocati a San Marino nella Repubblica di San Marino, dal 27 luglio al 2 agosto 1992.

## Campioni

### Singolare maschile
Karel Nováček ha battuto in finale  Francisco Clavet con il punteggio di 7–5, 6–2.

### Doppio maschile
Nicklas Kulti /  Mikael Tillström hanno battuto in finale  Cristian Brandi /  Federico Mordegan con il punteggio di 6–2, 6–2.

### Singolare femminile
Magdalena Maleeva ha battuto in finale  Federica Bonsignori con il punteggio di 7–6, 6–4.

### Doppio femminile
Alexia Dechaume /  Florencia Labat hanno battuto in finale  Sandra Cecchini /  Laura Garrone con il punteggio di 7–6, 7–5.